# Kymenlaakso
Kymenlaakso je jedna z 19 finských provincií. Nachází se na jihu státu při pobřeží Finského zálivu. Sousedí s provinciemi Jižní Karélie, Jižní Savo, Päijät-Häme, Uusimaa a na jihovýchodě s Ruskem. Rozprostírá se na území historických provincií Häme, Uusimaa a Karálie. Největším městem v oblasti je Kouvola, správním střediskem je však město Kotka. Nejvyšším bodem celé provincie je Ukkosvuori o nadmořské výšce 159 m n. m. Stejně jako další finské provincie, má i Kymenlaakso určené své symboly z ptačí říše, flóry a ryb. Jsou jimi hýl obecný, kosatec žlutý a candát obecný.

## Obce
V roce 2021 se provincie dělila do 2 okresů (finsky seutukunta) a 6 obcí (finsky kunta). Tučně zvýrazněné obce jsou městy.
- Kouvola
- Hamina
- Kotka
- Miehikkälä
- Pyhtää
- Virolahti